# هلمر هانسن
هلمر هانسن (انگلیسی: Helmer Hanssen; ۲۴ سپتامبر ۱۸۷۰ – ۲ اوت ۱۹۵۶) یک سیاح اهل نروژ بود. او یک مکتشف قطبی و یکی از پنج نفر اول سفر اکتشافی آمونسن به قطب جنوب بود.

## زندگی
هانسن در بژرنسکین و در جزیرهٔ آندویا در بخش شمالی نروژ متولد شد، او یک راهنمای حرفه‌ای مناطق یخی بود، وی مهارت بسیار خوبی در شکار خوک دریایی در اطراف اسپیتزبرگن داشت.

## نگارخانه

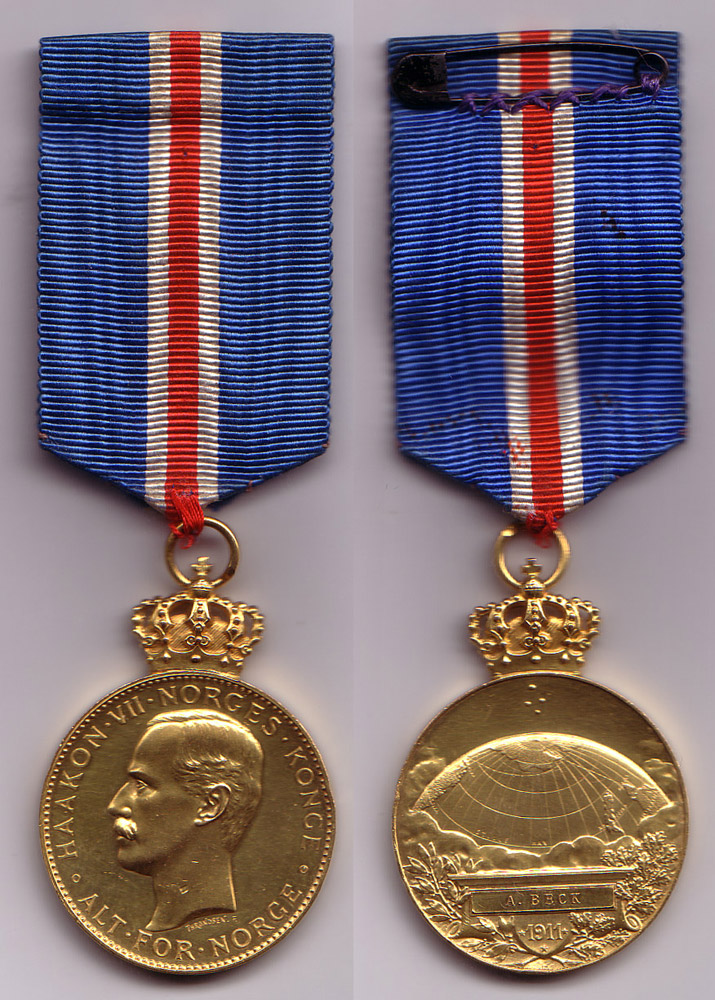

- مدال قطب جنوب